# Bussus-Bussuel
Bussus-Bussuel (picardisch: Buchu-Buchuel) ist eine ehemalige nordfranzösische Gemeinde mit 306 Einwohnern (Stand: 1. Januar 2022) im Département Somme in der Region Hauts-de-France. Die Gemeinde gehörte zum Arrondissement Abbeville. Die Bewohner werden Bussuellois und Bussuelloises genannt.
Bussus-Bussuel erhielt 2024 die Auszeichnung „Drei Blumen“, die vom Conseil national des villes et villages fleuris (CNVVF) im Rahmen des jährlichen Wettbewerbs der blumengeschmückten Städte und Dörfer verliehen wird.
Der Erlass des Präfekten vom 24. September 2024 legte mit Wirkung zum 1. Januar 2025 die Eingliederung von Bussus-Bussuel als Commune déléguée zusammen mit der früheren Gemeinde Yaucourt-Bussus zur Commune nouvelle Bussus-lès-Yaucourt fest.

## Geografie

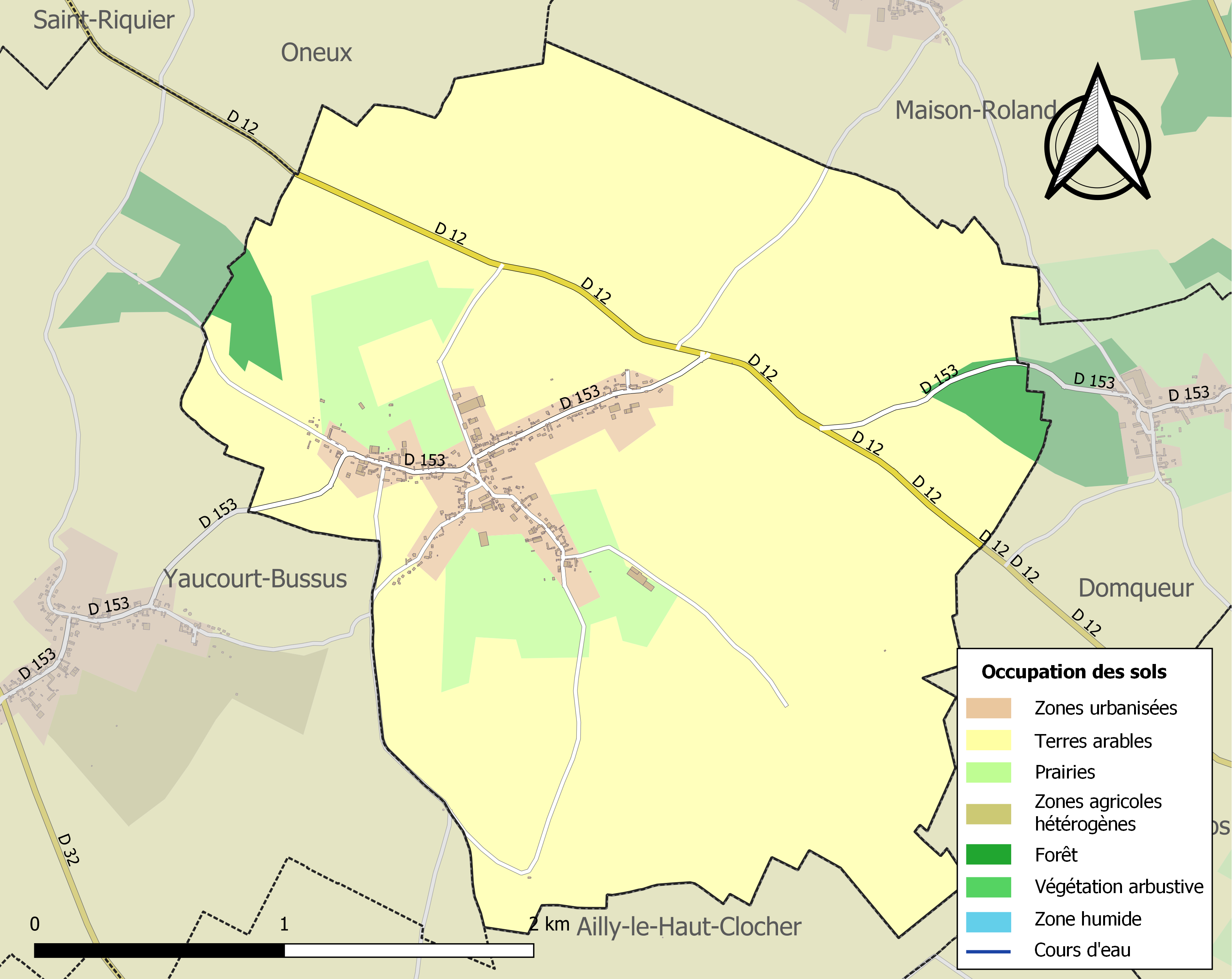
Bodennutzung und Infrastruktur von Bussus-Bussuel (2018)

Bussus-Bussuel liegt etwa 12 Kilometer östlich von Abbeville und etwa 32 Kilometer nordwestlich von Amiens in der Région naturelle des Ponthieu. Das Ortsgebiet befindet sich im Regionalen Naturpark Baie de Somme Picardie Maritime. Es besitzt außer einem zeitweise trockenfallenden und im weiteren Verlauf versickernden Bach keine weiteren Fließgewässer. Das Zentrum befindet sich auf einer Höhe von etwa 46 m in einem Trockental mit Erhebungen nach Norden hin bis 110 m und nach Südwesten und Südosten hin bis 105 m.
92 % der Fläche von Bussus-Bussuel werden landwirtschaftlich, hauptsächlich als Kulturboden genutzt, rund 6 % entfallen auf bebaute Flächen, rund 2 % sind bewaldet (Stand: 2018).
Umgeben wird Bussus-Bussuel von den vier Nachbargemeinden und der Commune déléguée von Bussus-lès-Yaucourt:
| Oneux                              | Maison-Roland                               |          |
| Yaucourt-Bussus (Commune déléguée) | Kompassrose, die auf Nachbargemeinden zeigt | Domqueur |
|                                    | Ailly-le-Haut-Clocher                       |          |

## Toponymie und Geschichte
Bussus ist mit den folgenden Formen erwähnt: Buxeium (704), Bixis (855), Buxionus (960), Buxudis villa (1088), Bussiacum (1184), Busseium (1224), Bussu (1260), Buyssu (1301), Buchu (1638), Bossu (1707), Bussu-Bussuel (1763), Bussy (1781). Bussuel wurde in den Formen Buchuel (1476), Bussuelle und Bussuel (1701), Bussuelles (1766) in den Schriften erwähnt.
Die Gemeinde erhielt bei der Gründung während der Französischen Revolution den Namen Bussus Bussuel (1793) und später Bussu (1801), Bussus (1850) und schließlich Bussus-Bussuel (1956).
Der Ursprung des Namens von Bussus ergibt sich aus dem lateinischen Wort buxus (deutsch Buchsbaum) zusammen mit dem lateinischen Suffix -utus zu „einem Ort mit Buchsbäumen“. Bussuel, ursprünglich ein Weiler von Bussus, ist mit der Endung -el ein Diminutiv von Bussus und entsprechend „ein kleiner Ort mit Buchsbäumen“.
Die erstmals im Jahr 704 genannte Pfarrgemeinde unterstand der Abtei Saint-Riquier. Der Ort besaß früher gemeinsam mit Yaucourt-Bussus eine Kirche, die verschwunden ist.

## Einwohnerentwicklung
| Bussus-Bussuel: Einwohnerzahlen von 1793 bis 2020                                                                          | Bussus-Bussuel: Einwohnerzahlen von 1793 bis 2020 | Bussus-Bussuel: Einwohnerzahlen von 1793 bis 2020 | Bussus-Bussuel: Einwohnerzahlen von 1793 bis 2020 | Bussus-Bussuel: Einwohnerzahlen von 1793 bis 2020 |
| --- | ------------------------------------------------- | ------------------------------------------------- | ------------------------------------------------- | ------------------------------------------------- |
| Jahr |                                                   |                                                   |                                                   | Einwohner                                         |
| 1793 | 1793                                              |                                                   | 493                                               | 493                                               |
| 1800 | 1800                                              |                                                   | 510                                               | 510                                               |
| 1806 | 1806                                              |                                                   | 548                                               | 548                                               |
| 1821 | 1821                                              |                                                   | 599                                               | 599                                               |
| 1831 | 1831                                              |                                                   | 565                                               | 565                                               |
| 1836 | 1836                                              |                                                   | 616                                               | 616                                               |
| 1841 | 1841                                              |                                                   | 652                                               | 652                                               |
| 1846 | 1846                                              |                                                   | 648                                               | 648                                               |
| 1851 | 1851                                              |                                                   | 649                                               | 649                                               |
| 1856 | 1856                                              |                                                   | 610                                               | 610                                               |
| 1861 | 1861                                              |                                                   | 604                                               | 604                                               |
| 1866 | 1866                                              |                                                   | 568                                               | 568                                               |
| 1872 | 1872                                              |                                                   | 560                                               | 560                                               |
| 1876 | 1876                                              |                                                   | 527                                               | 527                                               |
| 1881 | 1881                                              |                                                   | 470                                               | 470                                               |
| 1886 | 1886                                              |                                                   | 450                                               | 450                                               |
| 1891 | 1891                                              |                                                   | 412                                               | 412                                               |
| 1896 | 1896                                              |                                                   | 412                                               | 412                                               |
| 1901 | 1901                                              |                                                   | 375                                               | 375                                               |
| 1906 | 1906                                              |                                                   | 343                                               | 343                                               |
| 1911 | 1911                                              |                                                   | 318                                               | 318                                               |
| 1921 | 1921                                              |                                                   | 282                                               | 282                                               |
| 1926 | 1926                                              |                                                   | 253                                               | 253                                               |
| 1931 | 1931                                              |                                                   | 266                                               | 266                                               |
| 1936 | 1936                                              |                                                   | 247                                               | 247                                               |
| 1946 | 1946                                              |                                                   | 275                                               | 275                                               |
| 1954 | 1954                                              |                                                   | 266                                               | 266                                               |
| 1962 | 1962                                              |                                                   | 249                                               | 249                                               |
| 1968 | 1968                                              |                                                   | 248                                               | 248                                               |
| 1975 | 1975                                              |                                                   | 220                                               | 220                                               |
| 1982 | 1982                                              |                                                   | 221                                               | 221                                               |
| 1990 | 1990                                              |                                                   | 223                                               | 223                                               |
| 1999 | 1999                                              |                                                   | 247                                               | 247                                               |
| 2006 | 2006                                              |                                                   | 264                                               | 264                                               |
| 2013 | 2013                                              |                                                   | 322                                               | 322                                               |
| 2020 | 2020                                              |                                                   | 297                                               | 297                                               |
| Quelle(n): EHESS/Cassini bis 1999, INSEE ab 2006 Anmerkung(en): Ab 1962 offizielle Zahlen ohne Einwohner mit Zweitwohnsitz |                                                   |                                                   |                                                   |                                                   |

## Sehenswürdigkeiten
- Kirche Saint-Michel, im ausgehenden 19. Jahrhundert neu erbaut[9]
- Kapelle von Hémimont im 16. Jahrhundert erstmals errichtet im Süden von Bussus-Bussuel an der Stelle eines kleinen gallorömischen Tempels. Sie wurde 1941 bei Schießübungen der deutschen Wehrmacht zerstört und 2006 wiederhergestellt.[10]
- Mühle Vaillant-Tellier aus dem 17. Jahrhundert unweit der Kapelle von Hémimont auf einer Anhöhe auf dem Gebiet von Yaucourt-Bussus, einzig verbliebene einer Gruppe von vier Windmühlen
- Gefallenendenkmal

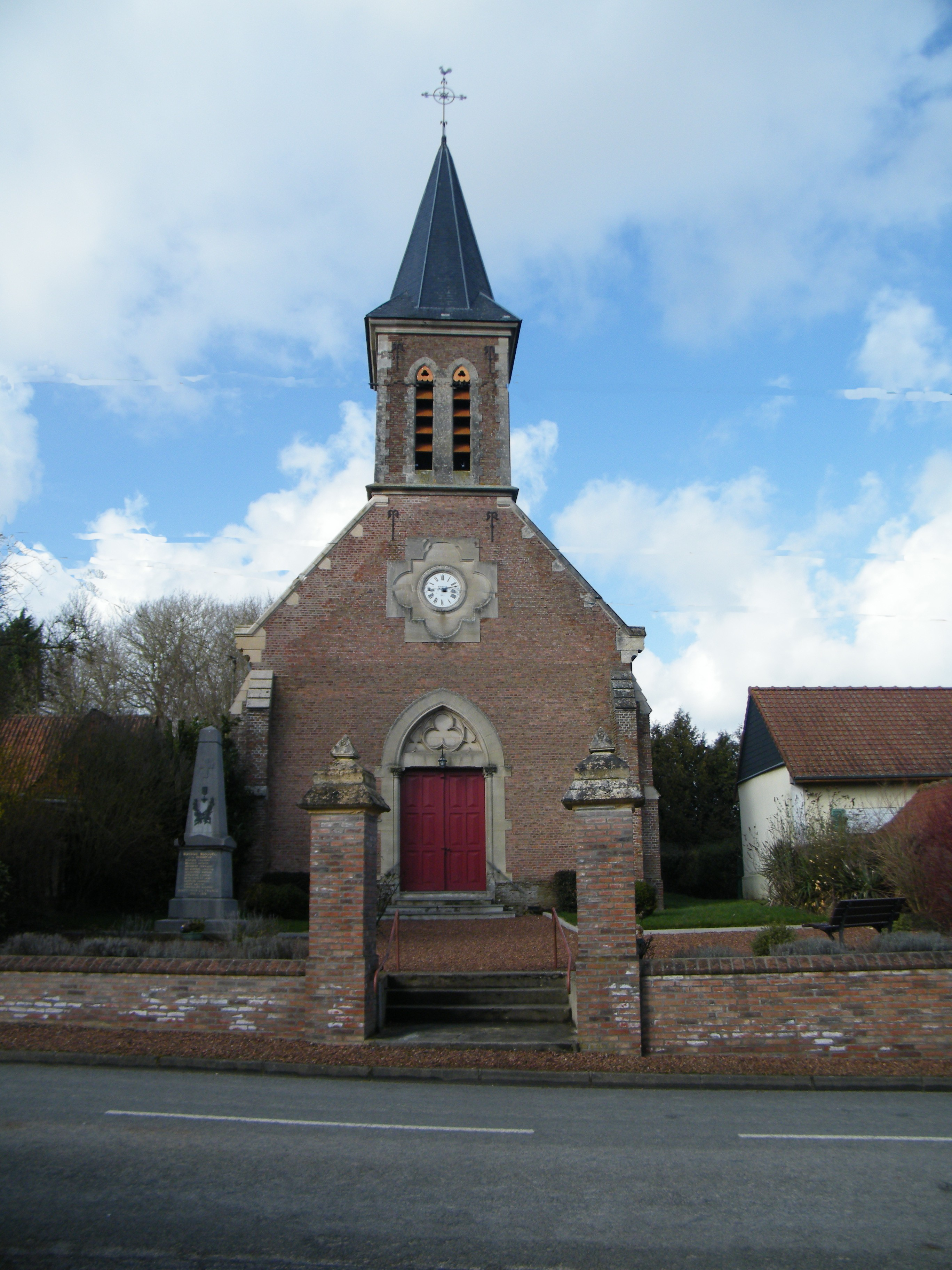
Kirche Saint-Michel
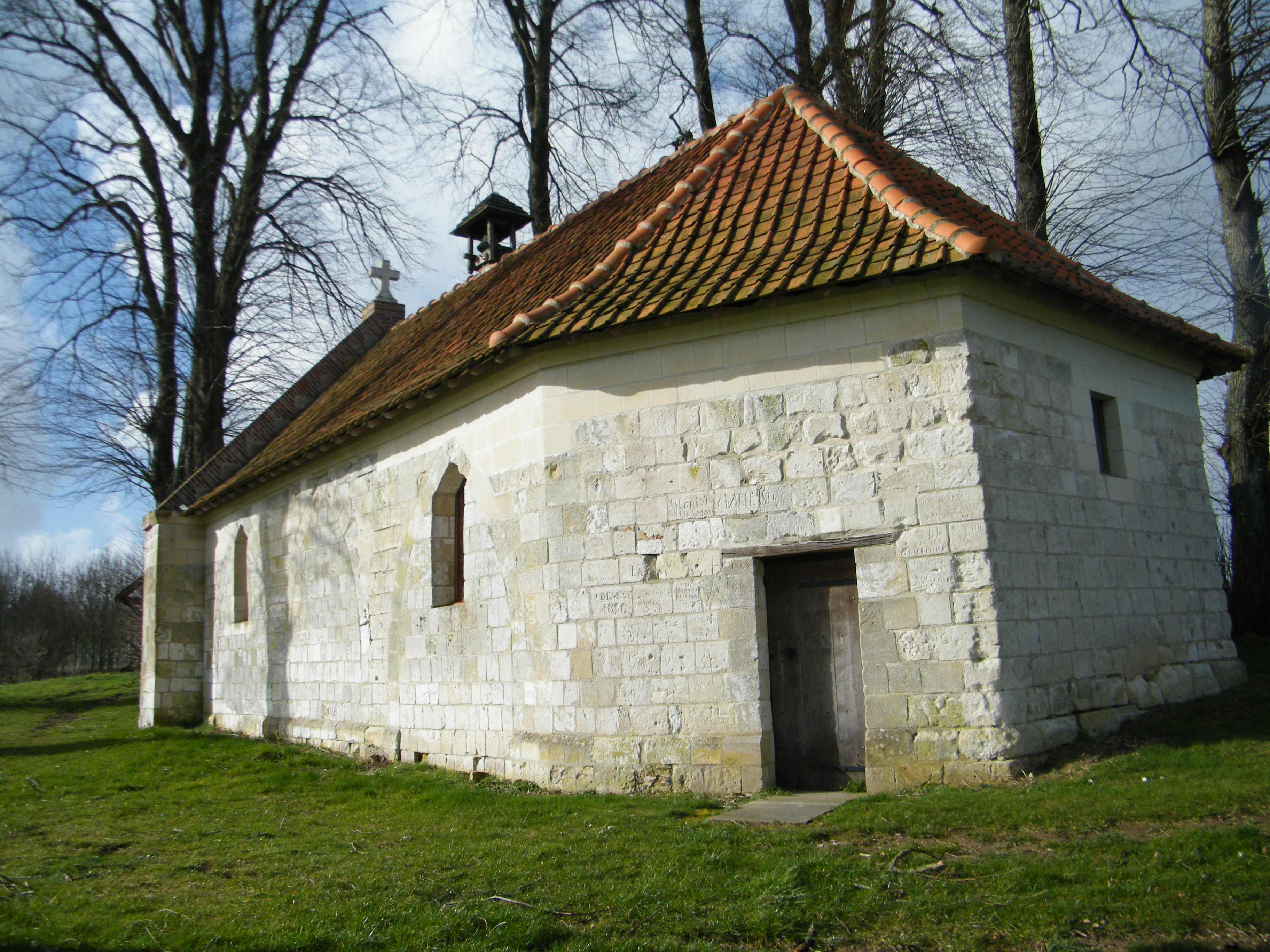
Kapelle von Hémimont
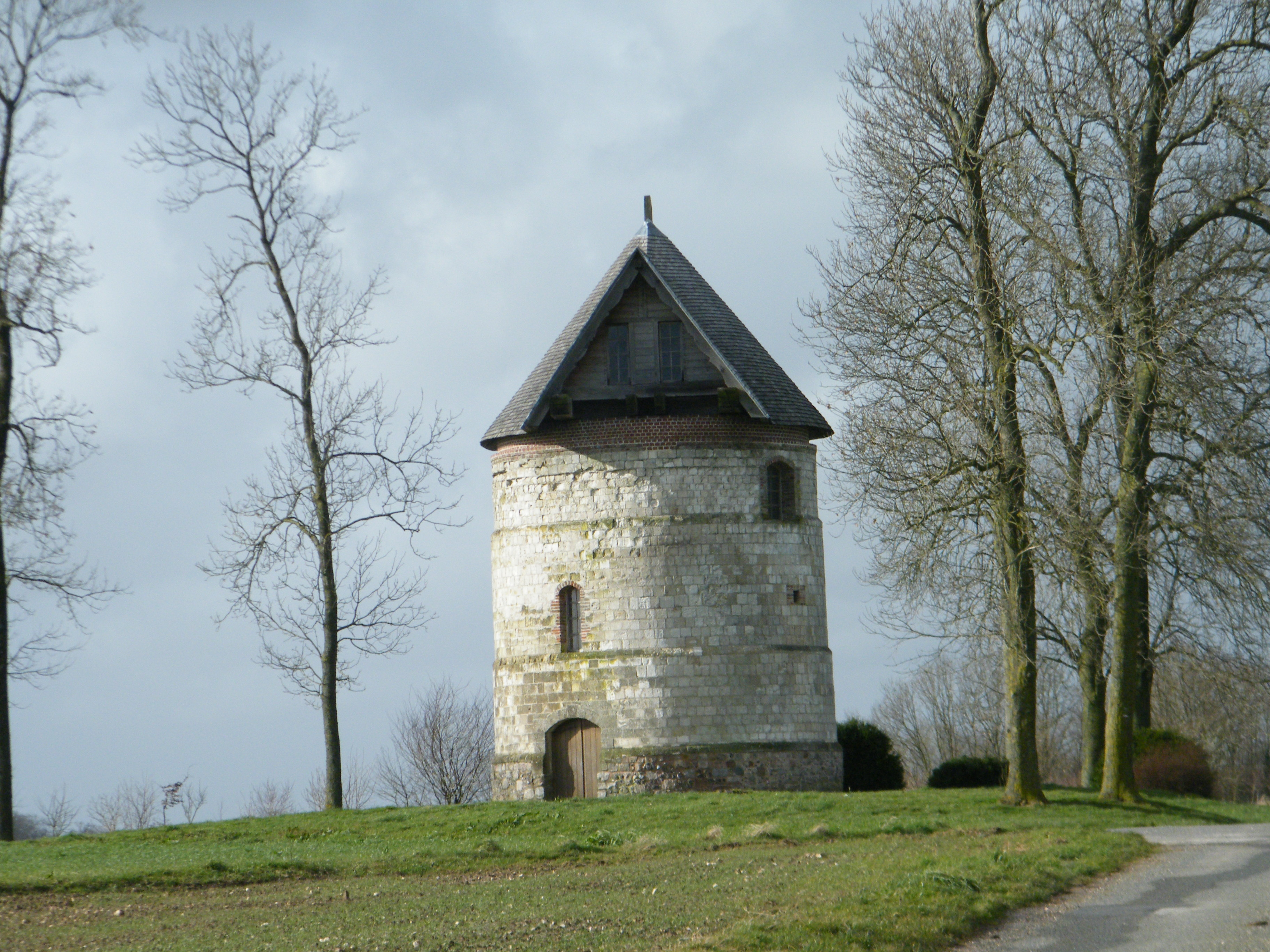
Mühle Vaillant-Tellier
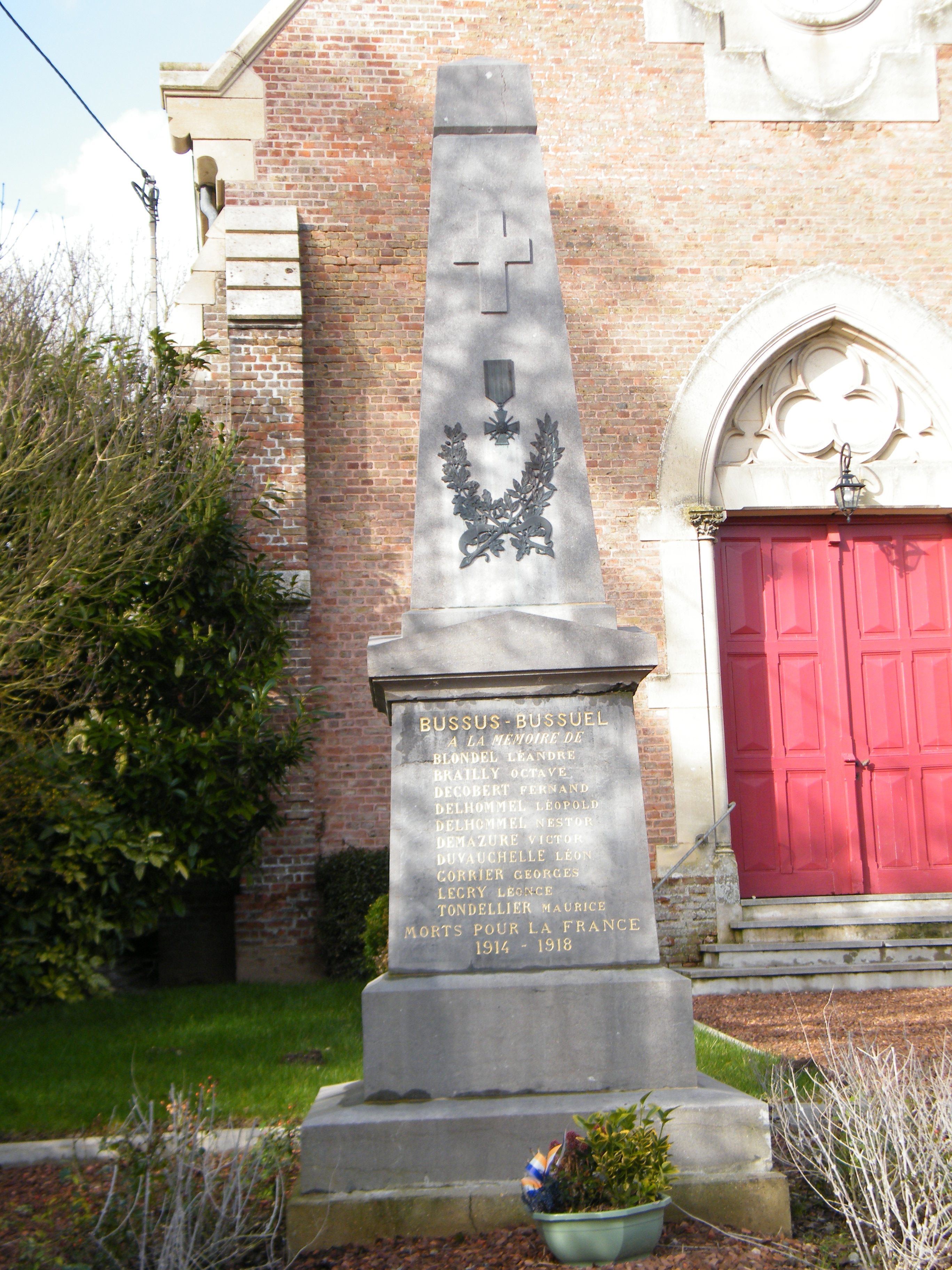
Gefallenendenkmal